# Prociphilus tessellatus
Prociphilus tessellatus är en insektsart som först beskrevs av Fitch 1851.  Prociphilus tessellatus ingår i släktet Prociphilus och familjen långrörsbladlöss. Inga underarter finns listade i Catalogue of Life.